# Polistes signatus
Polistes signatus är en getingart som beskrevs av Statz 1936. Polistes signatus ingår i släktet pappersgetingar, och familjen getingar. Inga underarter finns listade i Catalogue of Life.